# Mao Zedongs mausoleum
Formand Maos Mindehall (forenklet kinesisk: 毛主席纪念堂; traditionelt kinesisk: 毛主席紀念堂; pinyin: Máo Zhǔxí Jìniàn Táng), almindelig kendt som Mao Zedongs mausoleum, er Mao Zedong, formand for politibureauet under kommunistisk kina fra 1943 og formand for Kinas Kommunisparti fra 1945 og frem til sin død i 1976.
Selvom Mao ønskede at blive kremeret blev dette ignoreret, og han blev i stedet balsameret. Opførslen af mausoleet som hans sidste hvilested blev påbegyndt kort efter hans død. Det er en meget populær turistattraktion på midten af Den Himmelske Freds Plads. Det står på det tidligere sted hvor Kinaporten, der var den sydlige hovedport ind til Kejserbyen under Ming- og Qing-dynastiet.
Resterne af Mao ligger er udstillet inde i bygningen for offentligheden (selvom nogle hævder, at det er en voksskulptur, der er placeret oven på hans rigtige krop).

## Galleri
- Køen for at komme ind og besøge mausoleet.
- En af skulpturerne ved indgangen.
- Mausoleet ligger på Den Himmelske Freds Plads